# Память с изменением фазового состояния
Па́мять с измене́нием фа́зового состоя́ния (англ. Phase-change memory) — компьютерная память на основе фазового перехода, также известна как PCM, PRAM, PCRAM, Ovonic Unified Memory, Chalcogenide RAM, C-RAM — тип энергонезависимой памяти (NVRAM), основанный на свойствах халькогенидов, которые при изменении температуры могут «переключаться» между двумя состояниями: кристаллическим и аморфным. В последних разработках[каких?] смогли добавить ещё два дополнительных состояния, что удвоило информационную ёмкость чипов при прочих равных.
Считается[кем?] одной из основной конкурирующих с флеш-памятью технологий, обеспечивающей решения ряда непреодолимых проблем последней.

## Предыстория
Свойства халькогенида с точки зрения потенциального применения в памяти впервые были исследованы Стэнфордом Овшинским из компании Energy Conversion Devices в 1960-х годах. В 1970 года в сентябрьском выпуске Electronics Гордон Мур — один из основателей Intel — опубликовал статью, описывающую технологии. Однако качество материала и энергопотребление не позволили довести технологию до коммерческого использования. Уже гораздо позже вновь возник интерес к этой технологии, равно как и исследования по ней, тогда как технологии флеш- и DRAM-памяти, согласно расчётам, должны были столкнуться с проблемами масштабирования при уменьшении размеров при литографии чипов.
Кристаллическое и аморфное состояния халькогенида кардинально различаются электрическим сопротивлением и это лежит в основе хранения информации.
Аморфное состояние, обладающее высоким сопротивлением, используется для представления, например, двоичного 0, a кристаллическое состояние, обладающее низким удельным сопротивлением, кодирует логическую 1.
Халькогенид — это тот же самый материал, что используется в перезаписываемых оптических носителях (как, например, CD-RW и DVD-RW). В таких носителях оптические свойства материала поддаются управлению лучше, чем его электрическое сопротивление, так как показатель преломления халькогенида также меняется в зависимости от состояния материала.
Хотя PRAM пока не достиг коммерческого успеха в области бытовой электроники, почти все прототипы используют халькогениды в сочетании с германием, сурьмой и теллуром (GeSbTe), сокращённо именуемыми GST. Стехиометрический состав или коэффициенты элементов Ge:Sb:Te равны 2:2:5. При нагревании GST до высокой температуры (свыше 600 °C) его халькогенидная составляющая теряет свою кристаллическую структуру. При остывании она превращается в аморфную стеклоподобную форму, а его электрическое сопротивление возрастает. При нагревании халькогенида до температуры выше его точки кристаллизации, но ниже температуры плавления, он переходит в кристаллическое состояние с существенно более низким сопротивлением. Время полного перехода к этой фазе зависит от температуры. Более холодные части халькогенида дольше кристаллизуются, а перегретые части могут расплавиться. В общем случае используемое время кристаллизации составляет порядка 100 нс. Это несколько дольше, чем у обычной энергозависимой памяти, как, например, современные DRAM-чипы, чьё время переключения составляет порядка двух наносекунд. Однако в январе 2006 года корпорация Samsung Electronics запатентовала технологию, обеспечивающую время переключения в пять наносекунд в PRAM.
Более поздние исследования Intel и ST Microelectronics позволили управлять состоянием материала более тщательно, позволяя ему превращаться в одно из четырёх состояний: два — это аморфное и кристаллическое и два новых состояния (частично кристаллических). Каждое из этих состояний обладает собственными электрическими свойствами, которые могут определяться при чтении, позволяя одной ячейке хранить два бита, удваивая тем самым плотность памяти.

## PRAM и Flash

Поперечное сечение двух ячеек памяти PRAM. Одна ячейка находится в кристаллическом состоянии с низким сопротивлением, а другая — в аморфном состоянии с высоким сопротивлением.

Наиболее интересным вопросом является время переключения, затрачиваемое PRAM, и другими заменителями флеш-памяти. Чувствительность PRAM к температуре, возможно, является самой заметной проблемой, решение которой может потребовать изменений в производственном процессе у поставщиков, заинтересованных в технологии.
Флеш-память работает за счёт изменения уровня заряда (электронов), хранимого внутри за затвором МОП-транзистора. Затвор создаётся со специальным «стеком», разработанным для удерживания заряда (или на плавающем затворе, или в «ловушках» изолятора). Наличие заряда внутри затвора изменяет пороговое напряжение транзистора {\displaystyle V_{th}}, делая его выше или ниже, означая 1 или 0, к примеру. Изменение состояния битов требует сброса накопленного заряда, что, в свою очередь, требует относительно высокого напряжения для «вытягивания» электронов из плавающего затвора. Такой скачок напряжения обеспечивается за счёт подкачки заряда, что требует некоторого времени для накопления энергии. Общее время записи для распространённых флеш-устройств составляет порядка 1 мс (для блока данных), что примерно в 100,000 раз выше обычного времени считывания в 10 нс для SRAM, к примеру (на байт).
PRAM может предложить существенно более высокую производительность в областях, требующих быстрой записи, за счёт того, что элементы памяти могут быстрее переключаться, а также благодаря тому, что значение отдельных битов можно изменить на 1 или 0 без предварительного стирания целого блока ячеек. Высокая производительность PRAM, которая в тысячу раз быстрее, чем обычные жёсткие диски, делает её чрезвычайно интересной с точки зрения энергонезависимой памяти, производительность которой в настоящее время ограничена временем доступа (к памяти).
Кроме того, каждое применение напряжения вызывает необратимую деградацию ячеек флеш-памяти. По мере увеличения размера ячейки урон от программирования растёт из-за требуемой программой подачи напряжения, которое не изменяется в соответствии с размерностью процесса литографии. Большинство флеш-устройств обладает ресурсом порядка 10 000—100 000 циклов записи на сектор, а большинство флеш-контроллеров выполняет распределение нагрузки для распределения операций записи по множеству физических секторов, так, чтобы нагрузка на каждый отдельно взятый сектор была небольшой.
PRAM-устройства также деградируют по мере использования, но по другим причинам, нежели флеш-память, причём деградация происходит гораздо медленнее. PRAM-устройство может выдержать порядка 100 миллионов циклов записи. Время жизни чипа PRAM ограничено механизмами вроде деградации из-за расширения GST при нагревании во время программирования, смещения металлов (и других материалов), а также пока ещё не исследованных факторов.
Части флеш-памяти могут быть запрограммированы до припаивания к плате или могут даже быть приобретены заранее запрограммированными. Содержимое PRAM, напротив, теряется при высокой температуре, необходимой при припаивании устройства к плате (пайка оплавлением припоя или волновая пайка). Это ухудшает устройство с точки зрения экологии производства. Производитель, использующий части PRAM, должен обеспечивать механизм для программирования чипов PRAM уже «в системе», то есть после их припаивания к плате.
Специальные затворы, используемые во флеш-памяти, допускают со временем «утечки» заряда (электронов), вызывая повреждение и потерю данных. Сопротивление в элементах памяти PCM является более стабильным; при нормальной рабочей температуре в 85 °C предполагается хранение данных сроком более 300 лет.
За счёт тщательной настройки величины заряда, хранимого на затворе, флеш-устройства могут хранить несколько (обычно два) бита в каждой физической ячейке. Это эффективно удваивает плотность памяти, снижая её стоимость. PRAM-устройства первоначально хранили лишь один бит на ячейку, но последние достижения Intel позволили обойти эту проблему.
Так как флеш-устройства используют удержание электронов для хранения информации, то они подвержены повреждениям данных из-за радиации, что делает их непригодными к использованию в космической и военной областях. PRAM демонстрирует более высокую устойчивость к радиации.
Переключатели ячеек PRAM могут использовать широкий диапазон устройств: диоды, биполярные транзисторы или N-МОП-транзисторы. Применение диода или биполярного транзистора обеспечивает наибольшую величину тока для данного размера ячейки. Однако проблема с использованием диода возникает из-за паразитных токов в соседних ячейках, равно как и более высоких требований к напряжению. Сопротивление халькогенидов необходимо повысить, что влечёт за собой использование диода, так как рабочее напряжение должно значительно превышать 1 В для гарантии достаточного исхода тока от диода. Возможно, наиболее важная значимость использования массива переключателей на основе диодов (особенно это касается больших массивов) заключается в абсолютной склонности к обратной утечке тока из лишних линий битов. В транзисторных массивах только нужные линии битов допускают сток заряда. Различия в стоке заряда колеблются в несколько порядков. Дальнейшая проблема с масштабированием ниже 40 нм является эффектом определённых примесей, так как связь типа p-n значительно снижает область действия.

## 2000 и после
В августе 2004 года компания Nanochip лицензировала технологию PRAM для использования в устройствах хранения на основе МЭМС-электродов (микроэлектромеханических систем). Эти устройства не являются твердотельными. Напротив, довольно небольшая пластина, покрытая халькогенидом, помещается между множеством (тысячи или даже миллионы) электродов, которые могут считывать или записывать на халькогенид. Технология микропереноса (micro-mover) корпорации Hewlett-Packard позволяет позиционировать пластину с точностью до 3 нанометров, за счёт чего становится возможной плотность более 1 терабита (128 Гб) на квадратный дюйм, если технология будет усовершенствована. Основная идея заключается в уменьшении количества соединений, распаиваемых на чипе; вместо соединений для каждой ячейки ячейки помещаются ближе друг к другу и считываются зарядом, проходящим через МЭМС-электроды, которые и выступают в роли соединений. Подобное решение несёт в себе идею, схожую с технологией Millipede корпорации IBM.
В сентябре 2006 года корпорация Samsung анонсировала прототип 512-мегабитного (64 Мб) устройства, использующего в своей основе переключающий диод. Подобный анонс был довольно неожиданным, а повышенное внимание он привлёк благодаря прозрачной высокой плотности. Размер ячеек прототипа составлял лишь 46,7 нм, что было меньше, чем у коммерческих флеш-устройств, доступных на тот момент. Хотя и были доступны флеш-устройства с более высокой ёмкостью (64 Гбит — 8 Гб, только появились на рынке), остальные технологии, соревнующиеся в стремлении заменить флеш-технологию, обладали более низкой плотностью (то есть бо́льшими размерами ячеек). Например, при производстве MRAM- и FRAM-памяти удалось достичь 4 Мбит. Высокая плотность прототипов PRAM-памяти от Samsung предполагала гарантированную жизнь как конкурента флеш-памяти, не ограничиваясь нишевой ролью, как другие технологии. PRAM выглядит чрезвычайно привлекательно в качестве потенциальной замены для флеш-памяти типа NOR, у которой ёмкость устройства обычно отставала от ёмкости флеш-памяти типа NAND (новейшие разработки в области ёмкости NAND-памяти преодолели рубеж в 512 Мбит некоторое время назад). Флэш-память типа NOR предлагает схожую плотность с показателями PRAM-прототипов от Samsung, причём уже предлагает битовую адресуемость (в отличие от NAND, у которой доступ к памяти осуществляется через «банки», состоящих из множества байт).
После анонса от Samsung последовало совместное заявление от Intel и STMicroelectronics, продемонстрировавших собственные PCM-устройства в рамках Intel Developer Forum, проходившего в октябре 2006 года. Они показали 128-Мбитный образец, которые недавно начали производиться на исследовательской фабрике STMicroelectronics в Аграте, Италия. Intel утверждала, что устройства были лишь демонстрационными экземплярами, но они ожидали начала производства готовых образцов в течение нескольких месяцев, а в течение нескольких лет — и широкое коммерческое производство. Intel, судя по их заявлениям, нацеливала свои PCM-продукты на ту же область рынка, что и Samsung.
PCM — весьма многообещающая технология с точки зрения военной и аэрокосмической областей, где радиация делает бессмысленным использование стандартной энергонезависимой памяти, как, например, флеш-память. PCM-устройства были представлены военной корпорацией BAE Systems, получившие название C-RAM, причём было заявлено о великолепной стойкости к радиационному излучению (Упрочнение путём облучения) и неподверженности к latchup-эффекту. Более того, BAE заявляла о выдерживании порядка 108 циклов записи, что делает эту разработку претендентом на замену PROM- и EEPROM-чипов в космических системах.
В феврале 2008 года инженеры Intel совместно с STMicroelectronics продемонстрировали первый прототип многоуровневого PCM-массива. Прототип мог хранить два логических бита на физическую ячейку, то есть 256 Мбит эффективной памяти хранились в 128 Мбит физической. Это означает, что вместо обычных двух состояний — полностью аморфное или полностью кристаллическое — добавляются ещё два дополнительных промежуточных состояния, представляющих различные степени частичной кристаллизации, позволяя дважды сохранять массивы битов в одной физической области на чипе.
Также в феврале 2008 года Intel и STMicroelectronics начали поставки прототипных образцов их первого PCM-продукта, доступного заказчикам. Продукт, выполненный по процессу 90 нм, обладавший 128 Мбит (16 Мб), получил название Альверстоун (Alverstone).
Во второй половине 2010-х коммерчески доступны PRAM-накопители Intel Optane (3D XPoint).
Весной 2021 г. стратегический партнёр Intel в данном направлении, компания Micron, объявила, что полностью утратила веру в возможность коммерческого успеха 3D XPoint, и продала предприятие, которое занималось её производством; покупатель завода, Texas Instruments, полностью переоборудует его на другую продукцию

## Проблемы
Наибольшей проблемой памяти на основе фазового перехода является требование плотности программируемого заряда (>107 A/см², для сравнения — у обычных транзисторов или диодов равно 105−106 A/см²) в активной фазе. Благодаря этому область воздействия становится значительно меньше, чем у управляющего транзистора. Из-за данного различия структуры памяти на основе фазового перехода приходится упаковывать в более горячий и склонный к произвольному фазовому переходу материал в литографические размеры. Из-за этого стоимость процесса по цене проигрывает в сравнении с флеш-памятью. Так, себестоимость 3D XPoint превышает себестоимость привычной TLC 3D NAND примерно на порядок и, по имеющимся оценкам, производство 1 Гбайт подобной памяти обходится как минимум в 0,5 долл., что не позволяет Intel выйти с накопителями на такой памяти на массовый рынок (однако, компания нашла выход в гибридных потребительских продуктах, которые строятся одновременно на 3D XPoint и на QLC 3D NAND).
Контакт между горячей областью фазового перехода и соседним диэлектриком — ещё один из нерешённых фундаментальных вопросов. Диэлектрик может допустить утечку заряда при повышении температуры или может отрываться от материала с фазовым переходом при расширении на различных этапах.
Память с фазовым переходом весьма восприимчива к произвольному фазовому переходу. Это происходит в основном из-за того факта, что фазовый переход — температурно-управляемый процесс по сравнению с электронным. Термические условия, допускающие быструю кристаллизацию, не должны быть близки к условиям сохранения устойчивого состояния, например, комнатной температуре. В противном случае удерживание данных не будет сколько-нибудь продолжительным. При соответствующей энергии активации кристаллизации возможно достичь быстрой кристаллизации путём задания соответствующих условий, в то время как при обычных условиях будет происходить очень медленная кристаллизация.
Вероятно, наибольшей проблемой памяти с изменением фазового состояния является постепенное изменение сопротивления и порогового напряжения с течением времени. Сопротивление аморфного состояния медленно возрастает по степенному закону(~t0.1). Это несколько ограничивает возможность использования многоуровневых ячеек памяти (в дальнейшем нижележащее промежуточное состояние будет путаться с вышележащим промежуточным состоянием) и может подвергать опасности стандартную двухфазовую операцию в случае, если пороговое напряжение превысит предусмотренное значение.